# Drive (Poisonblack)
Drive è il quinto album della band Gothic metal Poisonblack.

## Tracce
1. Piston Head – 4:05
2. Mercury Falling – 4:07
3. A Good Day for the Crows – 4:24
4. Maggot Song – 3:48
5. From Now-Here to Nowhere – 6:10
6. Sycophant – 3:49
7. The Dead-End Stream – 3:29
8. Futile Man – 6:21
9. Scars – 5:09
10. Driftwood – 3:29

## Formazione
- Ville Laihiala - voce, chitarra
- Marco Sneck - tastiere
- Antti Remes - basso
- Tarmo Kanerva - batteria